# People Are People
«People Are People» (en español, [la] Gente es gente) es el décimo disco sencillo del grupo inglés de música electrónica Depeche Mode, el primero desprendido de su álbum Some Great Reward, publicado en 1984 en 7 y en 12 pulgadas, además de haber generado un EP exclusivo para Norteamérica ese mismo año.
People Are People fue compuesta por Martin Gore, como lado B apareció la canción In Your Memory compuesta por Alan Wilder.

## Descripción
El tema, cuyo título se traduce sencillamente como Gente es Gente, sería uno de los más representativos del DM en aquella época en que comenzaban a concretar su sonido pop-industrial, de hecho las más severas opiniones de ellos mismos hacia la canción fueron únicamente en el sentido de que quizás era muy pop, esto por su accesibilidad comercial no por ligereza, pues igual que Everything Counts critica taras culturales reprochables en las sociedades avanzadas como lo son el machismo, el sexismo, pero muy especialmente el racismo, todo enmarcado en una musicalización meramente industrial, tal vez la más industrial en su carrera con notas de teclado en sus tonos más graves.
La canción comienza con percusiones duras, con lo cual inicia el discurso industrial imperante en ella, notas graves de teclado manteniendo la forma de función dura, y la característica letra de protesta en un primer coro de David Gahan, cuya voz está filtrada con mucha discreción para hacerla oír ligeramente robotizada diciendo simplemente “La gente es gente, ¿entonces por qué tú y yo nos llevamos tan mal?”, estrofa, y un punzante segundo coro de Martin Gore, casi una proclama inocente, repitiendo “No puedo entender que hace a un hombre odiar a otro hombre, Ayúdenme a entender” con fondo de un sampler de cuerdas; mientras lo que sobresale en musicalización son las constantes percusiones en cada sección del tema.
Sobre el peculiar toque bailable que posee la canción, más recientemente este se ha acreditado a Alan Wilder, pese a que la letra y la melodía básica fueron compuestas por Martin Gore, pues Wilder supo mezclar los elementos técnicos con los golpeteos de metales grabados creando un tema perdurable por sus ritmos, endureciendo aún más su discurso lírico.
Las percusiones que persisten durante todo el tema, hasta donde se sabe fueron campanas de distintos tamaños y tonalidades, en la búsqueda que tenía DM por conseguir algunos de los sonidos más duros posibles. El extraño registro vocal de Gahan en la primera sección se consiguió sencillamente haciendo los otros tres integrantes un coro que se oye en volumen bajo, mientras la voz del cantante se encuentra en primer plano simulando un tono de voz más alto, como un grito.

## Formatos
En disco de vinilo
7 pulgadas Mute 7 Bong5  People Are People
| Lado A |                     |          |  |
| N.º    | Título              | Duración |  |
| 1.     | «People Are People» | 3:42     |  |

| Lado B |                  |          |  |
| N.º    | Título           | Duración |  |
| 1.     | «In Your Memory» | 3:59     |  |

12 pulgadas Mute 12 Bong5  People Are People – Different Mix
| Lado A |                                     |          |  |
| N.º    | Título                              | Duración |  |
| 1.     | «People Are People» (Different Mix) | 7:13     |  |

| Lado B |                             |          |  |
| N.º    | Título                      | Duración |  |
| 1.     | «In Your Memory» (Slik Mix) | 8:10     |  |

12 pulgadas Mute L12 Bong5  People Are People – Special Edition ON-USound Remix
| Lado A |                                       |          |  |
| N.º    | Título                                | Duración |  |
| 1.     | «People Are People» (ON-USound Remix) | 7:30     |  |

| Lado B |                                                      |          |  |
| N.º    | Título                                               | Duración |  |
| 1.     | «People Are People» (versión original en 7 pulgadas) | 3:50     |  |
| 2.     | «In Your Memory» (versión original en 7 pulgadas)    | 4:00     |  |

12 pulgadas Sire 0-20214  People Are People – Different Mix
| Lado A |                                     |          |  |
| N.º    | Título                              | Duración |  |
| 1.     | «People Are People» (Different Mix) | 7:12     |  |

| Lado B |                                       |          |  |
| N.º    | Título                                | Duración |  |
| 1.     | «People Are People» (ON-USound Remix) | 7:30     |  |
| 2.     | «In Your Memory» (Slik Mix Edit)      | 4:00     |  |

CD 1991
Para 1991 People Are People se realizó en formato digital dada su inclusión en la colección The Singles Boxes 1-3 de ese año.
| Mute CD Bong5 People Are People |                                     |          |  |
| N.º                             | Título                              | Duración |  |
| 1.                              | «People Are People»                 | 3:43     |  |
| 2.                              | «In Your Memory»                    | 4:02     |  |
| 3.                              | «People Are People» (Different Mix) | 7:13     |  |
| 4.                              | «In Your Memory» (Slick Mix)        | 8:14     |  |

## Vídeo promocional
People Are People fue dirigido por Clive Richardson. El vídeo muestra imágenes de desfiles militares y los integrantes de DM tocando percusiones en un barco de guerra inglés, el HMS Belfast, convertido en museo desde que se hizo este vídeo, intercalado con escenas de ese mismo barco disparando sus cañones cuando aún estaba en servicio, con lo cual Richardson seguía su particular método de confrontar la idea del tema con aquellos aspectos que a su vez crítica. Del vídeo existen dos ediciones.
El vídeo está disponible en la colección Some Great Videos de 1985, pero ésta es la edición Different Mix; posteriormente en The Best of Depeche Mode Volume 1 de 2006 en su edición con DVD se incluyó el vídeo estándar; ambas versiones del vídeo se incluyen en Video Singles Collection de 2016.

## En directo
La canción fue introducida en el último concierto del Construction Tour en 1984, en Ludwigshafen am Rhein, Alemania, como adelanto del álbum Some Great Reward, luego se interpretó consistentemente durante la correspondiente gira Some Great Tour, y en el Black Celebration Tour y Tour for the Masses, pero con posterioridad ya no se incorporó en otras giras al parecer debido a las complejidades que implica llevarla a cabo en conciertos.
Las interpretaciones fueron como aparece en el álbum, aunque, como otros temas de DM de esa época, se incorporaban elementos de la versión larga, en 12 pulgadas, en su casa, el extenso íntro.

## Versiones
El tema ha sido versionado en varias ocasiones, siendo de las más conocidas:
- Por el grupo A Perfect Circle en su álbum de 2004 Emotive, en una versión minimalista que en realidad sólo toma parte de la letra.
- Por el grupo alemán Atrocity en su álbum de versiones de 2008 Werk 80 II, en una forma por completo metal.
- El cantante y actor transgénero RuPaul en su álbum Red Hot, lanzado en 2004.[4] En 2006, fue lanzado como sencillo en versiones remezcladas para promocionar el álbum de remixes ReWorked, alcanzando el número 10 del Billboard Hot Dance Club Play.[5]

## Posicionamiento en listas y certificaciones
| Lista (1984–1985)                        | Mejor posición |
| ---------------------------------------- | -------------- |
| Perú ( La MAS MAS )                      | 25             |
| Austria (Ö3 Austria Top 40)              | 6              |
| Bélgica (VRT Top 30 flamenco)            | 3              |
| Canadá (RPM 100 Singles)                 | 15             |
| Estados Unidos (Billboard Hot 100)       | 13             |
| Estados Unidos (Hot Dance Club Play)     | 44             |
| Estados Unidos (Hot Dance Singles Sales) | 44             |
| Francia (SNEP)                           | 48             |
| Irlanda (IRMA)                           | 2              |
| Italia (FIMI)                            | 21             |
| Noruega (VG-lista)                       | 10             |
| Países Bajos (Dutch Top 40)              | 10             |
| Polonia (Polish Singles Chart)           | 2              |
| Reino Unido (UK Singles Chart)           | 4              |
| Suecia (Sverigetopplistan)               | 15             |
| Suiza (Schweizer Hitparade)              | 4              |

| País           | Organismo certificador | Certificación | Ref.   |
| -------------- | ---------------------- | ------------- | ------ |
| Estados Unidos | RIAA                   | Oro           | [ 20 ] |
| Reino Unido    | BPI                    | Plata         | [ 21 ] |

### Sucesión en listas
| Anterior: «Big in Japan» de Alphaville | Media Control Charts — Sencillo Nro 1 27 de abril de 1984 — 11 de mayo de 1984 | Siguiente: «Send Me an Angel» de Real Life |